# Großer Preis von Marokko 1958
Der Große Preis von Marokko 1958 (offiziell VII Grand Prix International Automobile du Maroc) fand am 19. Oktober auf dem Circuit d’Ain-Diab in Casablanca statt und war das elfte und letzte Rennen der Automobil-Weltmeisterschaft 1958.

## Bericht

### Hintergrund
Das Saisonfinale der Formel-1-Saison 1958 wurde in Marokko ausgetragen, dies war das einzige Mal, dass ein für die Weltmeisterschaft zählender Grand Prix in diesem Land stattfand.
Mike Hawthorn und Stirling Moss hatten noch die Chance, den Fahrertitel zu gewinnen. Hawthorn reichte ein zweiter Platz, um Weltmeister zu werden. Moss hingegen musste das Rennen gewinnen und Hawthorn hätte höchstens Dritter werden dürfen. Die Konstrukteursweltmeisterschaft war vor dem Rennen bereits entschieden, Vanwall gewann diesen Titel.
Ferrari startete mit drei Wagen. Neben Hawthorn, und Phil Hill, der sich als neuer Stammfahrer beim Team etablierte, fuhr erneut Olivier Gendebien für die Scuderia Ferrari. Für Hawthorn war es das letzte Formel-1-Rennen seiner Karriere, er beendete nach der Saison seine Karriere. Konkurrent Vanwall startete ebenfalls mit drei Wagen, neben Moss waren noch Tony Brooks und Stuart Lewis-Evans für das Rennen gemeldet. Da Vanwall sich nach 1958 schrittweise aus der Formel 1 zurückzog und nur noch an vereinzelten Rennen teilnahm, verließ Moss das Team nach dem Großen Preis von Marokko 1958. Für Lewis-Evans war es das letzte Rennen seiner Karriere, da er bei diesem Grand Prix tödlich verunglückte.
Die Mittelfeldteams schickten insgesamt mehr Fahrzeuge ins Rennen als üblich. B.R.M fuhr mit vier Wagen, Jean Behra, Harry Schell, Jo Bonnier und Ron Flockhart waren die Fahrer. Für Behra war es nach einer Saison, die durch unzählige Ausfälle geprägt war das letzte Rennen für B.R.M., er wechselte zu Ferrari. Auch Cooper meldete vier Wagen für den Großen Preis von Marokko, neben Stammfahrern Jack Brabham und Roy Salvadori erhielten Bruce McLaren und Jack Fairman ein Cockpit. Bei Lotus fuhr Cliff Allison neben Graham Hill ein letztes Mal für das Team, auch er wechselte in der folgenden Saison zur Scuderia Ferrari.
Viele Fahrer waren in privaten Wagen für das Rennen gemeldet. Waren dies zuvor meist Maserati 250F, traten beim Großen Preis von Marokko einige Fahrer mit privaten Cooper T45 an, der den Maserati in den folgenden Jahren bei den privaten Wagen verdrängte. Wolfgang Seidel, Hans Herrmann und Masten Gregory fuhren das jeweils letzte Mal auf einem Maserati, für Gerino Gerini war es das letzte Rennen seiner Karriere. Auf Cooper waren Maurice Trintignant, welcher seinen 50. Grand Prix bestritt, Francois Picard, André Guelfi, Tom Bridger und Robert La Caze gemeldet. Bis auf Trintignant fuhren diese Fahrer alle ihr einziges Formel-1-Rennen. La Caze wurde 2012 nach dem Tod von Paul Pietsch als ältester noch lebender Formel-1-Fahrer bekannt.
Behra bestritt seinen 50. Grand Prix. Er damit der zweite Fahrer nach Juan Manuel Fangio der diese Marke erreichte.

### Training
Das Training wurde ein Zweikampf zwischen den Fahrertitelaspiranten Hawthorn und Moss, den Hawthorn mit einer Zehntelsekunde Vorsprung ein letztes Mal für sich entschied. Mit insgesamt vier Trainingsbestzeiten erzielte Hawthorn die meisten Pole-Positions der Formel-1-Saison 1958.
Eine halbe Sekunde langsamer als Moss qualifizierte sich Lewis-Evans auf den dritten Startplatz vor Behra auf Platz vier. Der B.R.M.-Fahrer Behra hielt als einziger mit den Zeiten der beiden Top-Teams Ferrari und Maserati mit. Phil Hill und Gendebien starteten hinter Behra von Position fünf und sechs, Brooks komplettierte die Spitzengruppe auf Startposition sieben.
Im Mittelfeld erreichte Bonnier in seinem zweiten Rennen für B.R.M. den achten Startplatz, sein Teamkollege Schell wurde Zehnter. Zwischen den beiden lag Trintignant, der einmal mehr bester Fahrer derjenigen mit privaten Wagen wurde.
Bester Cooper-Werksfahrer war Fairman auf Startplatz elf, knapp dahinter lag Graham Hill als bester Lotus-Fahrer. Gregory, auf Maserati erreichte einen 13. Startplatz, konkurrenzfähig war der beste Wagen des Vorjahres allerdings nicht mehr, über vier Sekunden fehlten dem Wagen auf die Pole-Zeit.

### Rennen

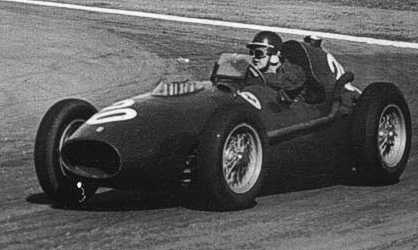
Formel-1-Weltmeister 1958, Mike Hawthorn

Das Startduell zwischen der beiden Titelaspiranten gewann Moss, währenddessen Phil Hill erneut der beste Start gelang, er verbesserte sich aus der zweiten Startreihe bis auf Position zwei hinter dem Führenden Moss. Anschließend versuchte Phil Hill mehrfach Moss zu überholen, was ihm jedoch nicht gelang. In Runde drei fiel er durch einen Fahrfehler hinter Hawthorn und Bonnier zurück. Durch diese Reihenfolge wäre Hawthorn Weltmeister, doch man entschied sich bei Ferrari, Phil Hill erneut um die Führung antreten zu lassen. Nachdem er Bonnier überholt hatte, ließ Hawthorn ihn vorbei und Phil Hill schloss wieder auf Moss auf. Für Moss erhöhte sich die Fahrertitelchancen, als sein Teamkollege Brooks erst Bonnier und im Anschluss Hawthorn überholte.
In Runde neun schied Trintignant mit Motorschaden aus, in Runde 15 ereilte Flockhart dasselbe Schicksal und auch Behra in seinem letzten Rennen für B.R.M. schied wie in so vielen Rennen zuvor aufgrund der Technik aus.
In Runde 15 fuhr Moss beim Überrunden in das Heck von Seidel und beschädigte seinen Wagen, für Seidel war das Rennen mit diesem Unfall beendet. Da es für die schnellste Rennrunde einen Punkt gab, und dieser entscheidend sein konnte, fuhr Moss kurz nach dem Unfall die schnellste Rennrunde des Rennens und führte weiterhin selbiges an. Hinter ihm duellierten sich Hawthorn und Brooks um den dritten Platz, den Hawthorn für sich beanspruchte, nachdem Brooks in Runde 29 mit Motorschaden ausfiel. Da Phil Hill nicht an den Führenden Moss herankam, verzichtete Ferrari auf den Sieg und entschied sich stattdessen für Stallregie. Phil Hill ließ nach Anweisung der Scuderia Ferrari Hawthorn passieren, wodurch Hawthorn den zweiten Platz bekam, der ihm für den Fahrertitel reichen würde.
Die zweite Rennhälfte wurde von mehreren Unfällen überschattet. Dabei schieden Gendebien, Bridger und Picard aus. In Runde 41 kam Lewis-Evans auf eine Öllache und rutschte von der Strecke. Er kollidierte mit mehreren Bäumen, wodurch eine Kraftstoffleitung an seinem Wagen brach und der Wagen Feuer fing. Lewis-Evans rettete sich aus dem Cockpit, lief aber durch Verwirrung und Schock vor den Hilfskräften und Marshalls davon. Er starb sechs Tage später an den Folgen der schweren Verbrennungen. Vanwalls Teamchef, Tony Vandervell, zu diesem Zeitpunkt schwer krank, zog sich als Reaktion aus dem Motorsport zurück. Sein Team nahm in den folgenden beiden Jahren nur noch an zwei Rennen teil. Lewis-Evans war vor seinem Unfall dabei auf Phil Hill und Hawthorn aufzuschließen. Es gewann Moss vor Hawthorn und Phil Hill. Damit war die Fahrerweltmeisterschaft um einen Punkt zugunsten von Hawthorn entschieden, dies war eine der knappsten Weltmeisterschaftsentscheidungen der Formel-1-Geschichte. Nach dem Rennen gratulierte Moss Hawthorn mit den Worten „So you got it you old so-and-so“. Hawthorn gab Enzo Ferrari bekannt, dass er vom Motorsport zurücktreten wird. Zu einer offiziellen Bekanntgabe des Rücktritts kam es jedoch nicht mehr, da Hawthorn wenige Wochen nach Saisonende bei einem privaten Autounfall starb. Hawthorn war der erste britische Formel-1-Weltmeister, aus diesem Grund wird seit 1959 jedes Jahr die Hawthorn Memorial Trophy verliehen, womit der jeweils beste Fahrer aus Großbritannien, oder dem Commonwealth geehrt wird.
Bonnier erreichte mit Platz vier das erste Mal in seiner Karriere die Punkteränge, Schell wurde fünfter vor Gregory und Salvadori. Dritter in der Fahrerwertung wurde Brooks, vor Salvadori und Peter Collins. Die Konstrukteursweltmeisterschaft war bereits ein Rennen zuvor entschieden, Vanwall erreichte mit 48 Punkten die maximal mögliche Punktzahl. Auch nach absoluten Punkten wäre Vanwall Weltmeister geworden, der Konstrukteur hatte wie Ferrari 57 Gesamtpunkte, dafür aber mehr Siege erzielt. Dritter wurde Cooper vor B.R.M. und Maserati. Sowohl der Fahrertitel, als auch der Konstrukteurstitel waren die letzten Weltmeisterschaften eines frontmotorbetriebenen Wagens.

## Meldeliste
| Team                       | Nr. | Fahrer              | Chassis            | Motor           | Reifen |
| -------------------------- | --- | ------------------- | ------------------ | --------------- | ------ |
| Scuderia Ferrari           | 02  | Olivier Gendebien   | Ferrari Dino 246F1 | Ferrari 2.4 V6  | E      |
| Scuderia Ferrari           | 04  | Phil Hill           | Ferrari Dino 246F1 | Ferrari 2.4 V6  | E      |
| Scuderia Ferrari           | 06  | Mike Hawthorn       | Ferrari Dino 246F1 | Ferrari 2.4 V6  | E      |
| Vandervell Products Ltd    | 08  | Stirling Moss       | Vanwall VW57       | Vanwall 2.5 L4  | D      |
| Vandervell Products Ltd    | 10  | Tony Brooks         | Vanwall VW57       | Vanwall 2.5 L4  | D      |
| Vandervell Products Ltd    | 12  | Stuart Lewis-Evans  | Vanwall VW57       | Vanwall 2.5 L4  | D      |
| Owen Racing Organisation   | 14  | Jean Behra          | BRM P25            | BRM 2.5 L4      | D      |
| Owen Racing Organisation   | 16  | Harry Schell        | BRM P25            | BRM 2.5 L4      | D      |
| Owen Racing Organisation   | 18  | Jo Bonnier          | BRM P25            | BRM 2.5 L4      | D      |
| Owen Racing Organisation   | 20  | Ron Flockhart       | BRM P25            | BRM 2.5 L4      | D      |
| Temple Buell               | 22  | Masten Gregory      | Maserati 250F      | Maserati 2.5 L6 | P      |
| Scuderia Centro Sud        | 24  | Wolfgang Seidel     | Maserati 250F      | Maserati 2.5 L6 | P      |
| Scuderia Centro Sud        | 26  | Gerino Gerini       | Maserati 250F      | Maserati 2.5 L6 | P      |
| Cooper Car Company         | 28  | Roy Salvadori       | Cooper T45         | Climax 2.2 L4   | D      |
| Cooper Car Company         | 30  | Jack Fairman        | Cooper T45         | Climax 2.0 L4   | D      |
| Cooper Car Company         | 50  | Jack Brabham        | Cooper T45         | Climax 1.5 L4   | D      |
| Cooper Car Company         | 52  | Bruce McLaren       | Cooper T45         | Climax 1.5 L4   | D      |
| Team Lotus                 | 32  | Graham Hill         | Lotus 16           | Climax 2.0 L4   | D      |
| Team Lotus                 | 34  | Cliff Allison       | Lotus 12           | Climax 2.0 L4   | D      |
| Rob Walker Racing Team     | 36  | Maurice Trintignant | Cooper T45         | Climax 2.2 L4   | D      |
| Rob Walker Racing Team     | 54  | Francois Picard     | Cooper T43         | Climax 1.5 L4   | D      |
| Jo Bonnier                 | 38  | Hans Herrmann       | Maserati 250F      | Maserati 2.5 L6 | P      |
| André Guelfi               | 48  | André Guelfi        | Cooper T45         | Climax 1.5 L4   | D      |
| British Racing Partnership | 56  | Tom Bridger         | Cooper T45         | Climax 1.5 L4   | D      |
| Robert La Caze             | 58  | Robert La Caze      | Cooper T45         | Climax 1.5 L4   | D      |

## Klassifikationen

### Qualifying
| Pos. | Fahrer              | Konstrukteur  | Zeit   | Start |
| ---- | ------------------- | ------------- | ------ | ----- |
| 01   | Mike Hawthorn       | Ferrari       | 2:23,1 | 01    |
| 02   | Stirling Moss       | Vanwall       | 2:23,2 | 02    |
| 03   | Stuart Lewis-Evans  | Vanwall       | 2:23,7 | 03    |
| 04   | Jean Behra          | B.R.M.        | 2:23,8 | 04    |
| 05   | Phil Hill           | Ferrari       | 2:24,1 | 05    |
| 06   | Olivier Gendebien   | Ferrari       | 2:24,3 | 06    |
| 07   | Tony Brooks         | Vanwall       | 2:24,4 | 07    |
| 08   | Jo Bonnier          | B.R.M.        | 2:24,9 | 08    |
| 09   | Maurice Trintignant | Cooper-Climax | 2:26,0 | 09    |
| 10   | Harry Schell        | B.R.M.        | 2:26,4 | 10    |
| 11   | Jack Fairman        | Cooper-Climax | 2:27,0 | 11    |
| 12   | Graham Hill         | Lotus-Climax  | 2:27,1 | 12    |
| 13   | Masten Gregory      | Maserati      | 2:27,6 | 13    |
| 14   | Roy Salvadori       | Cooper-Climax | 2:28,6 | 14    |
| 15   | Ron Flockhart       | B.R.M.        | 2:29,8 | 15    |
| 16   | Cliff Allison       | Lotus-Climax  | 2:33,7 | 16    |
| 17   | Gerino Gerini       | Maserati      | 2:35,1 | 17    |
| 18   | Hans Herrmann       | Maserati      | 2:35,1 | 18    |
| 19   | Jack Brabham        | Cooper-Climax | 2:36,6 | 19    |
| 20   | Wolfgang Seidel     | Maserati      | 2:38,2 | 20    |
| 21   | Bruce McLaren       | Cooper-Climax | 2:41,7 | 21    |
| 22   | Tom Bridger         | Cooper-Climax | 2:42,5 | 22    |
| 23   | Robert La Caze      | Cooper-Climax | 2:43,1 | 23    |
| 24   | Francois Picard     | Cooper-Climax | 2:46,4 | 24    |
| 25   | André Guelfi        | Cooper-Climax | 2:47,8 | 25    |

### Rennen
| Pos. | Kat. | Fahrer              | Konstrukteur  | Runden | Stopps | Zeit       | Start | Schnellste Runde |
| ---- | ---- | ------------------- | ------------- | ------ | ------ | ---------- | ----- | ---------------- |
| 01   | F1   | Stirling Moss       | Vanwall       | 53     |        | 2:09:15,1  | 02    | 2:22,5 (21.)     |
| 02   | F1   | Mike Hawthorn       | Ferrari       | 53     |        | + 1:24,7   | 01    |                  |
| 03   | F1   | Phil Hill           | Ferrari       | 53     |        | + 1:25,5   | 05    |                  |
| 04   | F1   | Jo Bonnier          | B.R.M.        | 53     |        | + 1:46,7   | 08    |                  |
| 05   | F1   | Harry Schell        | B.R.M.        | 53     |        | + 2:33,7   | 10    |                  |
| 06   | F1   | Masten Gregory      | Maserati      | 52     |        | + 1 Runde  | 13    |                  |
| 07   | F1   | Roy Salvadori       | Cooper-Climax | 51     |        | + 2 Runden | 14    |                  |
| 08   | F1   | Jack Fairman        | Cooper-Climax | 50     |        | + 3 Runden | 11    |                  |
| 09   | F1   | Hans Herrmann       | Maserati      | 50     |        | + 3 Runden | 18    |                  |
| 10   | F1   | Cliff Allison       | Lotus-Climax  | 49     |        | + 4 Runden | 16    |                  |
| 11   | F2   | Jack Brabham        | Cooper-Climax | 49     |        | + 4 Runden | 19    |                  |
| 12   | F1   | Gerino Gerini       | Maserati      | 48     |        | + 5 Runden | 17    |                  |
| 13   | F2   | Bruce McLaren       | Cooper-Climax | 48     |        | + 5 Runden | 21    |                  |
| 14   | F2   | Robert La Caze      | Cooper-Climax | 48     |        | + 5 Runden | 23    |                  |
| 15   | F2   | André Guelfi        | Cooper-Climax | 48     |        | + 5 Runden | 25    |                  |
| 16   | F1   | Graham Hill         | Lotus-Climax  | 45     |        | + 8 Runden | 12    |                  |
| –    | F1   | Stuart Lewis-Evans  | Vanwall       | 41     |        | DNF        | 03    |                  |
| –    | F2   | Francois Picard     | Cooper-Climax | 31     |        | DNF        | 24    |                  |
| –    | F2   | Tom Bridger         | Cooper-Climax | 30     |        | DNF        | 22    |                  |
| –    | F1   | Tony Brooks         | Vanwall       | 29     |        | DNF        | 07    |                  |
| –    | F1   | Olivier Gendebien   | Ferrari       | 29     |        | DNF        | 06    |                  |
| –    | F1   | Jean Behra          | B.R.M.        | 26     |        | DNF        | 04    |                  |
| –    | F1   | Ron Flockhart       | B.R.M.        | 15     |        | DNF        | 15    |                  |
| –    | F1   | Wolfgang Seidel     | Maserati      | 15     |        | DNF        | 20    |                  |
| –    | F1   | Maurice Trintignant | Cooper-Climax | 9      |        | DNF        | 09    |                  |

## WM-Stände nach dem Rennen
Die ersten fünf des Rennens bekamen 8, 6, 4, 3, 2 Punkte. Der Fahrer mit der schnellsten Rennrunde erhielt zusätzlich 1 Punkt. Es zählten nur die sechs besten Ergebnisse aus elf Rennen. In der Konstrukteurswertung zählten nur die Punkte des bestplatzierten Fahrers. Streichresultate sind in Klammern gesetzt.

### Fahrerwertung
| Pos. | Fahrer                         | Konstrukteur              | Punkte  |
| ---- | ------------------------------ | ------------------------- | ------- |
| 01   | Mike Hawthorn                  | Ferrari                   | 42 (49) |
| 02   | Stirling Moss                  | Cooper-Climax / Vanwall   | 41      |
| 03   | Tony Brooks                    | Vanwall                   | 24      |
| 04   | Roy Salvadori                  | Cooper-Climax             | 15      |
| 05   | Peter Collins †                | Ferrari                   | 14      |
| 06   | Harry Schell                   | Maserati / B.R.M.         | 14      |
| 07   | Luigi Musso †                  | Ferrari                   | 12      |
| 08   | Maurice Trintignant            | Cooper-Climax             | 12      |
| 09   | Stuart Lewis-Evans †           | Vanwall                   | 11      |
| 10   | Phil Hill                      | Maserati                  | 9       |
| 11   | Jean Behra                     | Maserati / B.R.M.         | 9       |
| 12   | Wolfgang Graf Berghe von Trips | Ferrari                   | 9       |
| 13   | Jimmy Bryan                    | Salih/Epperly-Offenhauser | 8       |
| 14   | Juan Manuel Fangio             | Maserati                  | 7       |
| 15   | George Amick                   | Epperly-Offenhauser       | 6       |
| 16   | Johnny Boyd                    | Kurtis-Offenhauser        | 4       |
| 17   | Tony Bettenhausen              | Epperly-Offenhauser       | 4       |
| 18   | Jack Brabham                   | Cooper-Climax / Maserati  | 3       |
| 19   | Cliff Allison                  | Lotus-Climax              | 3       |
| 20   | Jo Bonnier                     | B.R.M. / Maserati         | 3       |
| 21   | Jim Rathmann                   | Epperly-Offenhauser       | 2       |

| Pos. | Fahrer                   | Konstrukteur   | Punkte |
| ---- | ------------------------ | -------------- | ------ |
| 22   | Masten Gregory           | Vanwall        | 0      |
| 23   | Hans Herrmann            | Maserati       | 0      |
| 24   | Jack Fairman             | Connaught-Alta | 0      |
| 25   | Graham Hill              | Lotus-Climax   | 0      |
| 26   | Olivier Gendebien        | Ferrari        | 0      |
| 27   | Carlos Menditéguy        | Maserati       | 0      |
| 28   | Carroll Shelby           | Maserati       | 0      |
| 29   | Maria Teresa de Filippis | Maserati       | 0      |
| 30   | Paco Godia               | Maserati       | 0      |
| 31   | Horace Gould             | Maserati       | 0      |
| 32   | Carel Godin de Beaufort  | Porsche        | 0      |
| 33   | Gerino Gerini            | Maserati       | 0      |
| 34   | Troy Ruttman             | Maserati       | 0      |
| 35   | Ian Burgess              | Cooper-Climax  | 0      |
| –    | Giulio Cabianca          | Maserati       | 0      |
| –    | Ivor Bueb                | Connaught-Alta | 0      |
| –    | Giorgio Scarlatti        | Maserati       | 0      |
| –    | Wolfgang Seidel          | Maserati       | 0      |
| –    | Alan Stacey              | Lotus-Climax   | 0      |
| –    | Tony Brooks              | Vanwall        | 0      |
| –    | Ron Flockhart            | B.R.M.         | 0      |

### Konstrukteurswertung
| Pos. | Konstrukteur  | Punkte  |
| ---- | ------------- | ------- |
| 01   | Vanwall       | 48 (57) |
| 02   | Ferrari       | 40 (57) |
| 03   | Cooper-Climax | 31      |
| 04   | B.R.M.        | 18      |

| Pos. | Konstrukteur   | Punkte |
| ---- | -------------- | ------ |
| 05   | Maserati       | 6      |
| 06   | Lotus-Climax   | 3      |
| 07   | Porsche        | 0      |
| 08   | Connaught-Alta | 0      |